# Henry F. Ashurst
Henry F. Ashurst (Winnemucca, 1874. szeptember 13. – Washington, 1962. május 31.) az Amerikai Egyesült Államok szenátora (Arizona, 1912–1941).